# Anti-Establishment
Anti-Establishment était un groupe punk anglais, formé en 1978 à Epping, Essex. Ils ont connu plusieurs formations avant de se stabiliser autour de celle qui enregistrerait la majorité de leurs morceaux : Gavin Gritton au chant, Nick Freeston à la batterie, Haggis à la guitare solo et Kevin Read à la basse. 

## Historique
Le premier concert a eu lieu en 1979. Le groupe n'a donné qu'environ 25 concerts mais, comme il est dit dans les notes de pochette de la compilation de l'ensemble de leur travail compilé par Captain Oi ! Records en 1997, 'le nom Anti-Establishment est toujours tenu en haute estime parmi la fraternité Oi!/Punk'.
Le premier single était Music For The Nice Geezer, avec "1980's" en face A et  "Mechanical Man" en face B, produit par le batteur de The Damned Rat Scabies  et sorti en mars 1980 sous le label Charnel House.
Le deuxième single était "Future Girl" / "No Trust" produit par Rat Scabies, sorti sur Glass Records . Il a été promu avec une tournée soutenant The Exploited .
Le troisième et dernier single était un double face A "Anti-men" et "Misunderstood", à nouveau produit par Rat Scabies . Un changement de line-up a vu Gary Dawson à la guitare après le départ de Haggis pour passer du temps à créer sa propre entreprise de garage.
Le groupe s'est reformé en 2013 et a joué au Rebellion Punk Festival.

## Discographie

### Singles
- "Music For The Nice Geezer", Charnel House, 1980
- "Future Girl / No Trust", Glass Records, 1982
- "Anti Men", 1983

### Compilations
- The Oi! Collection, Captain Oi!, 1997
- Life Is A Rip Off - Complete Collection, Antitodo, 2016